# رادی (بوتان)
رادی (به لاتین: Radi) یک منطقهٔ مسکونی در بوتان (کشور) است که در Trashigang District واقع شده‌است.